# Hannelore Vogt

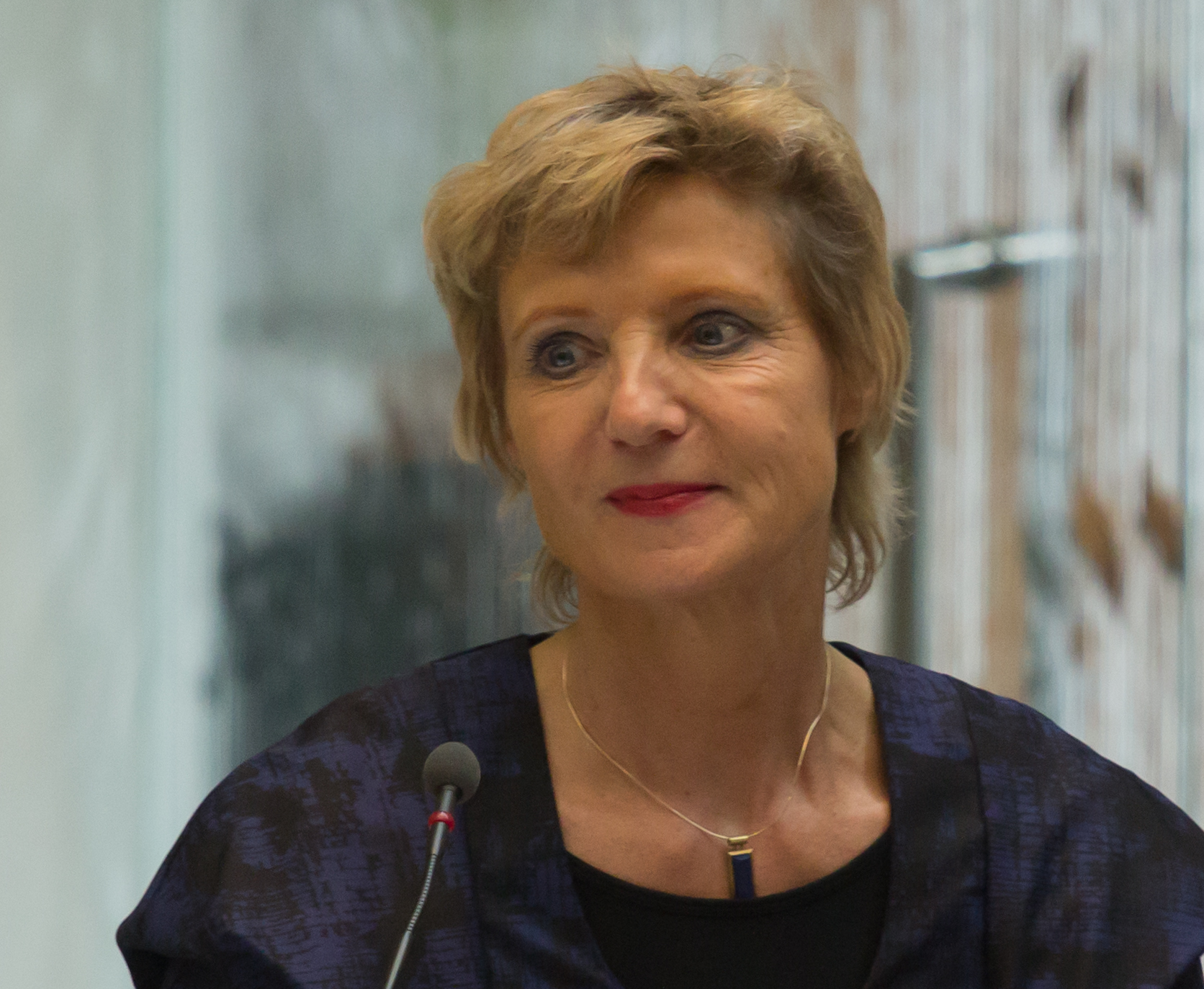
Hannelore Vogt (2015)

Hannelore Vogt (geboren in Marktbreit, Bayern) ist eine deutsche Bibliothekarin, promovierte Kulturmanagerin und von 2008 bis Ende Juni 2024 Direktorin der Stadtbibliothek Köln.

## Leben
Nach Studienabschlüssen als Diplom-Bibliothekarin und Kulturmanagerin (M.A.) wurde sie 2003 an der Pädagogischen Hochschule Ludwigsburg mit der Dissertation Besucherorientierung in öffentlichen Bibliotheken: Perspektiven für das 21. Jahrhundert promoviert.
Unter ihrer Leitung wurde die Stadtbücherei Würzburg vom Deutschen Bibliotheksverband (DBV) zur „Bibliothek des Jahres“ gewählt, erzielte viermal in Folge den ersten Platz beim deutschlandweiten Bibliotheks-Ranking BIX und wurde mit dem „Bayern-Online-Preis für innovative Internet-Services“ ausgezeichnet.
Von 2008 bis Ende Juni 2024 leitete Hannelore Vogt die Stadtbibliothek Köln, eines der größten Bibliothekssysteme in Deutschland. 2015 wurde auch die Stadtbibliothek Köln „Bibliothek des Jahres“, u. a. diese weil ihre Rolle als Quartierstreff und als kreative Begegnungsstätte exzellent erfülle und weil ein gelungenes Konzept umgesetzt worden sei, „das anderswo nur mit einem Neubau gelinge“ und damit zeige, welches Potential in Bibliotheken schlummere. Unter der Devise „Wissen zum Anfassen“ förderte sie die digitale Bildung mit einer Reihe neuer Lernkonzepten, bei der die aktive Teilnahme im Vordergrund steht. Ihre Innovationen beziehen die Neugestaltung der Innenarchitektur des Kölner Bibliothekssystems mit ein (unter Anwendung von „Design Thinking“), ebenso die Ausleihe von bibliotheksuntypischen Dingen wie beispielsweise Musikinstrumente und Roboter.
2018 initiierte sie das deutschlandweit erste MINT-Festival. Im gleichen Jahr eröffnete sie mit der neugestalteten Stadtteilbibliothek Köln-Kalk eine erste konsequente Umsetzung ihrer Vision einer zukunftsfähigen Bibliothek als experimenteller Wissensraum.
2019 erhielt sie die Karl-Preusker-Medaille . Eine Auszeichnung des Dachverbandes der Bibliotheksverbände, Bibliothek & Information Deutschland (BID) e.V., die jährlich an eine Person oder Institution verliehen wird, die sich herausragend um das Bibliothekswesen verdient gemacht hat. In der Begründung verwies die Jury auf die Wirkung ihres Denken und Handelns weit in die deutsche und internationale Bibliotheksszene hinein. Attestiert werden ihr „Risikofreude und unkonventionelle Denkansätze“ und „eine wegweisende strategische Arbeit“.
Vogt ist zudem als Referentin im In- und Ausland tätig. Sie hält u. a. weltweit Vorträge für das Goethe-Institut und war auch als strategische Beraterin für die Bill & Melinda Gates Foundation tätig. Publiziert hat sie zu den Themen Kundenorientierung, Lobbyarbeit, Bibliotheksmanagement und Personalentwicklung.

## Ämter und Mitgliedschaften
- Vorsitzende des Beirats „Information und Bibliothek“ des Goethe-Instituts
- Mitherausgeberin der Zeitschrift „Bibliothek. Forschung und Praxis“
- Standing Committee Member of IFLA (International Federation of Library Associations), Public Libraries Section

## Veröffentlichungen (Auswahl)
- Mundpropaganda wirkt am allerbesten. Neukundenbefragung der Stadtbibliothek Würzburg. In: BuB, H. 5, 2008, S. 413–414.
- Innovationsraum Lernstudio – die Würzburger Lernwerkstatt. In: Bibliotheksforum Bayern, H. 1, 2007, S. 51–55.
- Chancen des Markenmanagements für Bibliotheken. In: Starke Marken im Kulturbetrieb, Baden-Baden, Nomos, 2006, S. 103–114.
- Nichts ist beständiger als der Wandel. Die Stadtbücherei Würzburg – ein innovatives Dienstleistungszentrum. In: Bibliothek. Forschung und Praxis, H. 2, 2006, S. 207–216.

## Auszeichnungen
- 2016 Kölner Kulturpreis als Kulturmanagerin des Jahres 2015
- 2019 Karl-Preusker-Medaille